# کیفیت سواری
کیفیت سواری یا خوش‌دستی یا فرمان دهی (به انگلیسی: Ride quality) به درجهٔ محافظت خودرو در گذر از اجزای ناهموار سطح جاده می‌گویند و به مجموعه عملیاتی گفته می‌شود که باعث روانیِ خودرو و بهتر هدایت کردن خودرو می‌شود. به عبارت دیگر، خوش‌دستی عالی به‌معنای قابلیت هدایت بهتر خودرو در گذر از ناهمواریها و موانع و نشان‌دهندهٔ راحتیِ برتر خودرو درهنگام حرکت است.
کیفیت سواری مستقیماً با راحتی (comfortability) و ناراحتی خودرو در ارتباط است.
فاکتورهای کلیدی در کیفیت سواری عبارتند از ارتعاش کل بدنه (Whole body vibration) و نویز خودرو.